# Benjamín Zeledón

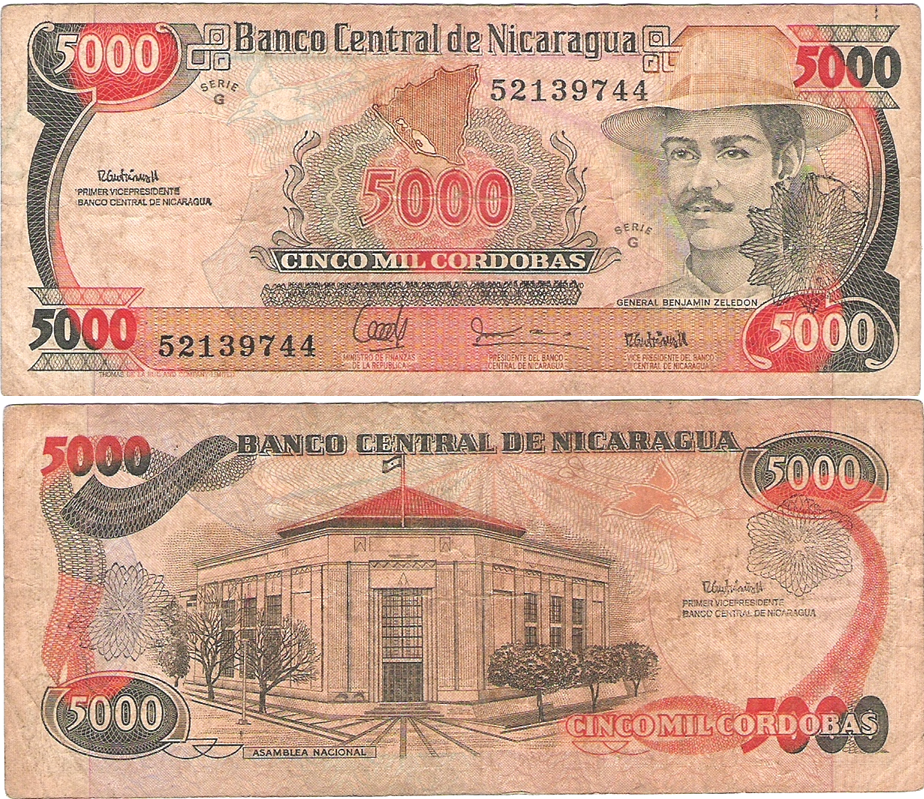
5000 Córdobas

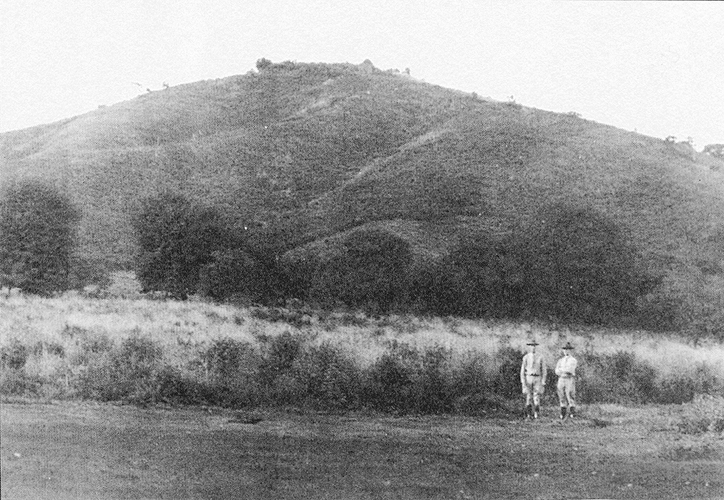
El Coyotepe 2

Benjamín Francisco Zeledón Rodríguez (* 4. Oktober 1879 in La Concordia, Departamento Jinotega, Nicaragua; † 4. Oktober 1912 im Raum Coyotepe, Masaya) war ein nicaraguanischer Jurist, Politiker und Militär.

## Leben
Nach dem Besuch der Grundschule ging Zeledón 1895 nach Honduras, wo er 1899 sein Bachiller (Abitur) in Wissenschaften, Geisteswissenschaften und Philosophie ablegte. Anschließend studierte er an der Universidad de Honduras Jura. Gleichzeitig war er als Lehrer tätig. Am 17. September 1903 wurde ihm von dem nicaraguanischen Staatspräsident en José Santos Zelaya der Doktorgrad verliehen. Danach war er als Oberbeamter (oficial mayor) des Obersten Gerichtshofs in den  Distrikten Managua, Rivas und Cabo Gracias a Dios eingesetzt.
1905 heiratete er Ester Ramírez Jerez; das Ehepaar hatte vier Kinder. Im Krieg 1907 gegen El Salvador und Honduras war Zeledón Auditor de Guerra y Marina und nahm vom 17.–23. März 1907 an der Schlacht von Namasiüge teil. Dafür wurde er am 9. August 1907 zum Oberst befördert. Er bildete sich autodidaktisch militärisch fort. 1908 war er als Minister in Sondermission in Guatemala. Zu dieser Zeit war er bereits einer der führenden Intellektuellen der nicaraguanischen Liberalen. Im März 1910 wurde er von Präsident José Madriz zum General und am 20. Juli 1910 zum Secretario de Guerra y Marina befördert.
1907 war Zeledón Syndicus der Stadtverwaltung von Managua und regte an, dass Rubén Darío gefördert würde.
Zeledón war Verteidigungsminister im Regierungskabinett von José Santos Zelaya, als dieser 1907 gegen die Regierungen von El Salvador und Honduras Krieg führen ließ. Dieser Krieg wurde durch die Schlacht bei Namasigüe zugunsten Nicaraguas entschieden. Als 1910 die liberale Regierung des José Madriz gestürzt und das Land durch nordamerikanische Truppen besetzt wurde, musste Zeledón, der damals Verteidigungsminister war, nach Costa Rica fliehen und war dort als Anwalt tätig. Er kam aber 1912 zurück und schloss sich den aufständischen Truppen von General Luís Mena Solórzano gegen die von den Nordamerikanern unterstützte konservative Regierung von Adolfo Díaz an. Nach anfänglichen Erfolgen mussten die Truppen unter seiner Führung zurückweichen und in Masaya Zuflucht nehmen. Um den Aufstand zu unterdrücken, schickten die Nordamerikaner ein Truppenkontingent nach Nicaragua. Die Truppen gingen im August 1912 im Hafen Corinto von Bord. Im September kapitulierte Luis Mena, der Hauptanführer der Aufständischen. Zeledón jedoch weigerte sich, die Waffen niederzulegen. Die zusammenwirkenden Truppen der Nordamerikaner und der konservativen nicaraguanischen Regierung trafen mit den Aufständischen zusammen. Zeledón wurde während der Schlacht von Coyotepe bei Masaya im Kampf mit konservativen Truppen und US Marines am 4. Oktober 1912 tödlich verletzt. Die Umstände seines Todes sind bis heute umstritten.

## Ehrungen
Die Avenida Benjamin Zeledón im nicaraguanischen Ocotal ist nach ihm benannt.